# Haschee

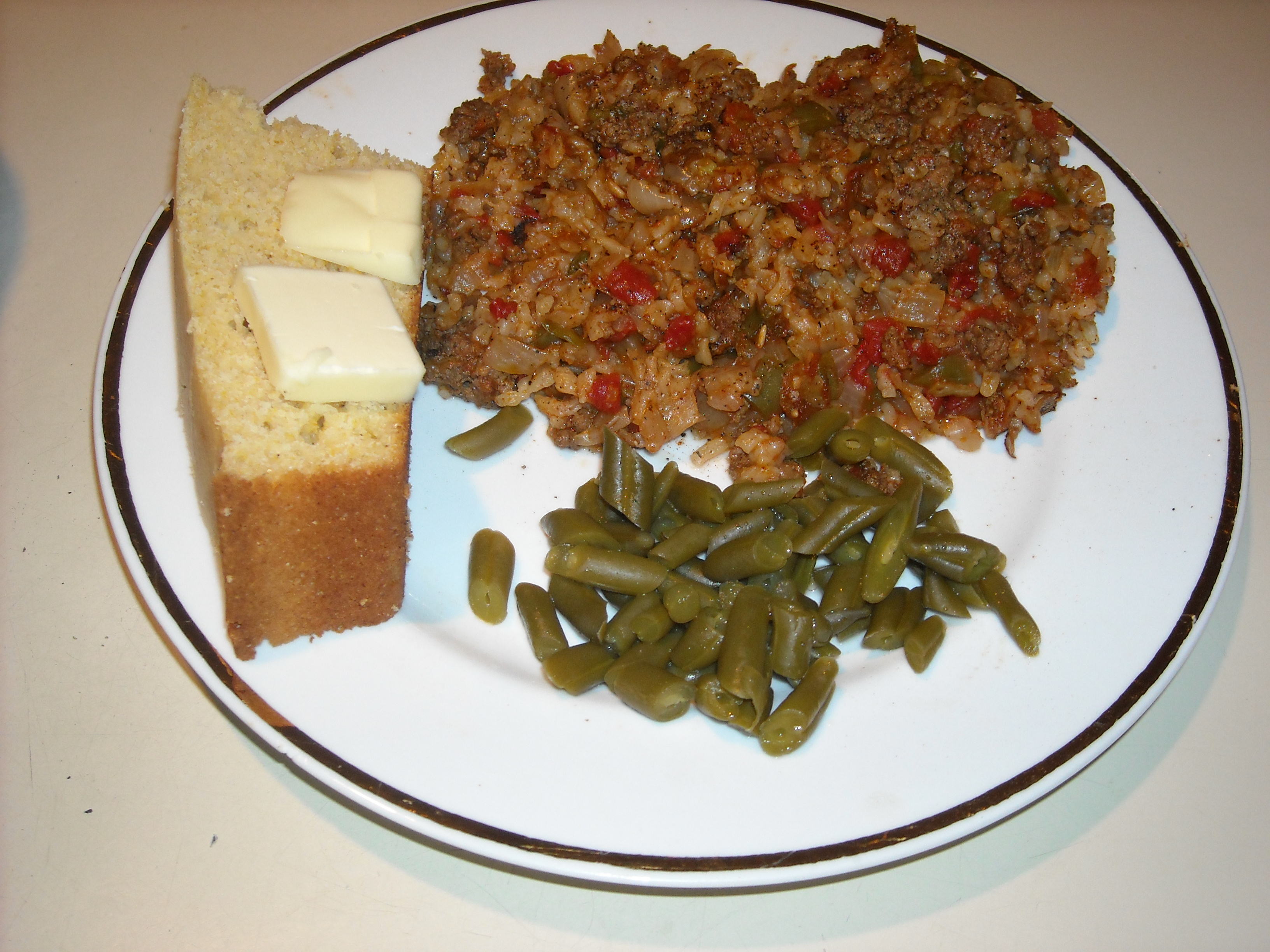
Texas Haschee und Maisbrot

Als Haschee (aus französisch hachée oder Hachis, von hacher „hacken“ entlehnt) werden warme Gerichte aus gekochtem oder gebratenem Hackfleisch oder  klein geschnittenem Fleisch oder Fisch in passender Sauce bezeichnet. Ebenso sind Haschees aus rohem oder gekochtem Gemüse üblich. Haschees aus Fleisch werden unter anderem für die Zubereitung von Farcen verwendet.
In der österreichischen Küchensprache gibt es einige landestypische Gerichte, wobei es sich um Rezepte mit Hackfleisch handelt  (Hascheehörnchen, Hascheeknödel). Der österreichische Begriff für Hackfleisch ist „Faschiertes“ und ist mit „haschieren“ verwandt.

## Haschieren
Die Zubereitung bezeichnet man als Haschieren. Typisch ist die besonders feine Zerkleinerung der Masse durch die Verwendung eines Wiegemessers oder eines Fleischwolfs. Teilweise wird die Verwendung eines Fleischwolfs als untypisch ausgeschlossen.

## Varianten
- Hachis parmentier oder Shepherd’s Pie: Haschee aus Rindfleisch und gebratenen Zwiebeln, das mit einer Schicht Kartoffelpüree bedeckt und abschließend mit Paniermehl und Butter gratiniert wird.[3]
- Lungenhaschee (Beuschel)